# Атаджанов, Артык
Артык Атаджанов (узб. Ортиқ Отажонов, Ortiq Otajonov) (30.01.1947, село Хитай Багатского района Хорезмской области Республики Узбекистан — 17.05.2019, Ташкент — узбекский певец, музыкант (тор) и композитор. Народный артист Узбекской ССР (1991), Туркменистана (1993) и Каракалпакстана (1993).

## Биография
Родился 30 января 1947 года в Багатском районе Хорезмской области.
Окончил Ургенчское музыкальное училище и Ташкентский институт культуры.
Был художественным руководителем ансамбля "Лазги"(1982—1988) .
В репертуаре певца были хорезмские классические песни (Феруз I, II, «Чапандози Сувора», «Хоразм Дугоҳи» и другие). Он автор мелодий для многих произведений («Зеболаниб келибсиз», «Она диёрим», «Хоразм фарзандиман», «Орол дарди», «Сенинг кулишларинг», «Ибияй», «Бошкача» и другие), в том числе на других языках.
В 1991 году Ортику Отажонову было присвоено звание Народный артист Узбекистана, в 1993-м он стал народным артистом Каракалпакстана и Туркменистана.
Скончался 17 мая 2019 года.
В 2021 году посмертно награждён орденом «Мехнат шухрати».